# Комсомольская улица (Подольск)
Комсомольская улица — улица проходящая через Зеленовский, Центральный и Северный районы города Подольска. Свое название улица носит в честь 15 летнего юбилея Ленинского комсомола. Прежнее название улицы в царской России — Александровская.

## Описание
Комсомольская улица берет свое начало переходя из улицы Орджоникидзе в Северном районе города и далее уходит в северо-западном направлении. Заканчивается улица недалеко от реки Пахры на пересечении с Малой Ивановской улицей.
Нумерация домов ведётся со стороны улицы Орджоникидзе.
Комсомольская улица пересекает Железнодорожную улицу (по путепроводу), Советскую улицу и Большую Зелёновскую улицу. Справа по ходу движения от начала улицы примыкают Курская улица, Рабочая улица (на круговом перекрестке), проспект Ленина, Малая Зелёновская улица и Малая Ивановская улица. Слева по ходу движения от начала улицы примыкают Матросская улица (на круговом перекрестке), улица Кирова и Большая Ивановская улица.
Комсомольская улица является улицей с двухсторонним движением, за исключением участков круговых перекрестков и участка от пересечения с Рабочей улицей, до пересечения с Большой Зелёновской улицей.
Почтовый индекс Комсомольской улицы в городе Подольск — 142100.

## Примечательные здания и сооружения
- Сквер поколений с часовой башней (Биг Бен) и фонтаном (примыкает к площади Ленина). Строительство конструкций городской башни с часами (Подольский Биг-Бен) было проведено в 2006 году, что стало подарком на 225-летия Подольска.
- Муниципальное учреждение культуры «Подольский выставочный зал» (проспект Ленина, дом 113/62)[3]. В выставочном зале имеется постоянная экспозиция, а также проходят крупные сменные тематические или юбилейные выставки[4][5] и экспозиции, а также различные мастер-классы. Выставочный зал был открыт в 1977 году и занимает около 2000 квадратных метров[6]. Также в составе выставочного комплекса имеется лекторий и кинозал[7].
- Подольский центральный рынок (Комсомольская улица, дом 3). Рынок располагается на пересечении оживленных Матросской и Комсомольской улиц и является преемников более ранних главных торговых рядов и центров города Подольска. На разных этапах истории города главные торговые территории образовывались рядом с Троицким собором, в Красных рядах. В Советский период Подольский колхозный рынок располагался на улице Свердлова. В период с 2000 по 2006 годы была проведена существенная реконструкция Подольского центрального рынка, в результате которой его площадь увеличилась в двое, были оборудованы автостоянки, появились новые благоустроенные павильоны. В 2015 году было принято решение о сносе старого здания Подольского центрального рынка и строительстве на его месте нового торгово-развлекательного центра. На период строительства временный сельскохозяйственный рынок планируется организовать в районе Кузнечики во второй половине 2019 года[8].
- Территория бывшего завода «Зингер» (Комсомольская улица, владение 1). Известный завод, построенный американской корпорацией «Singer», по производству швейных машин и комплектующих к ним. Производство было открыто в 1902 году под русифицированным брендом «Зингер». Компания имела статус поставщика Двора Его Императорского Величества. В начале 2000-х годов завод прекратил производство и закрылся. Город Подольск в 2011 году увековечил период связанный с заводом воздвигнув памятник швейной машинке рядом с краеведческим музеем (Советская площадь, дом 7)[9]. На памятнике изображена швейная машинка, которая шьет историческую карту города Подольска.

## Транспорт
По улице осуществляется движение общественного транспорта. По улице Комсомольская проходят маршруты троллейбуса № 1, № 2, № 3 и № 5, а также автобусные маршруты № 3, № 4, № 6, № 7, № 9, № 12, № 13, № 20, № 21, № 23, № 24, № 29, № 35, № 38, № 44, № 49, № 51, № 61, № 63, № 65, № 67, № 71, № 413, № 1024, № 1026, № 1028, № 1030, № 1032, № 1033, № 1034, № 1036, № 1047, № 1048, № 1050, № 1077, № 19 К, № 52.